# Marko Aleksovski
Marko Aleksovski (* 22. Juni 2007) ist ein nordmazedonischer Leichtathlet, der sich auf den Sprint spezialisiert hat.

## Sportliche Laufbahn
Erste internationale Erfahrungen sammelte Marko Aleksovski im Jahr 2024, als er bei den U18-Balkan-Meisterschaften in Maribor in 10,95 s den siebten Platz im 100-Meter-Lauf belegte. Anschließend schied er bei den U18-Europameisterschaften in Banská Bystrica mit 11,14 s in der ersten Runde aus. Im Jahr darauf schied er bei den U20-Balkan-Hallenmeisterschaften in Sofia mit 7,22 s in der Vorrunde im 60-Meter-Lauf aus. Ende Juni wurde er bei der 3. Liga der Team-Europameisterschaft in Maribor in 10,83 s Fünfter im A-Lauf über 100 Meter und entschied das A-Rennen der 4-mal-100-Meter-Staffel in 40,89 s für sich. Anschließend verpasste er bei den U20-Balkan-Meisterschaften in Craiova mit 10,78 s den Finaleinzug über 100 Meter, ehe er bei den Balkan-Meisterschaften in Volos mit 21,64 s auf den fünften Platz im B-Lauf über 200 Meter gelangte. Zudem belegte er dort im Staffelbewerb in 41,84 s den fünften Platz. Daraufhin schied er bei den U20-Europameisterschaften in Tampere mit 11,09 s und 22,68 s jeweils in der ersten Runde über 100 und 200 Meter aus.
2025 wurde Aleksovski nordmazedonischer Meister im 100- und 200-Meter-Lauf.

## Persönliche Bestleistungen
- 100 Meter: 10,78 s (+1,2 m/s), 13. Juli 2025 in Craiova
  - 60 Meter (Halle): 7,15 s, 28. Dezember 2024 in Belgrad
- 200 Meter: 21,64 s (−0,1 m/s), 27. Juli 2025 in Volos